# Gregório (general de Heráclio)
Gregório (em latim: Gregorius), foi um oficial bizantino de origem armênia do século VII, ativo sob o imperador Heráclio (r. 610–641). De acordo com a Crônica de 1234, foi um dos comandantes que lideraram o exército bizantino na Batalha de Jarmuque de 20 de agosto de 636. Seu nome é citado ao lado dos de Cntris (Qntris) e Ardigun. Todos os três aparecem somente nesta fonte e é possível que seus nomes sejam corruptelas dos nomes dos generais citados nas fontes bizantinas e muçulmanas, ou seja, Teodoro Tritírio, Vaanes, Nicetas e Jabalá.